# Дендропарк (Виноградів)
Дендропа́рк — парк-пам'ятка садово-паркового мистецтва місцевого значення в Україні. Об'єкт природно-заповідного фонду Закарпатської області. 
Об'єкт розташований у межах Виноградівського району Закарпатської області, в центральній частині міста Виноградів, на площі Миру, 33, (територія школи № 4) та у сквері на площі. 
Площа 2 га. Статус отриманий згідно з рішенням облвиконкому від 18.11.1969 р. № 414, рішенням облвиконкому від 25.07.1972 року № 243 та рішенням облвиконкому від 23.10.1984 року № 253. Перебуває у віданні дирекції школи № 4. 
Статус надано для збереження дендропарку, закладеного у 1900— 1910 роках відомим угорським оперним співаком Е. Кіралем, який також захоплювався ботанікою. Переважаючими видами дерев у парку є робінія звичайна, шовковиця біла, також зростають бундук канадський, платан західний і кленолистий, айлант найвищий, ялиця біла і сосна звичайна, рідкісний екзотичний вид маакія амурська та інші види дерев і кущів.

## Галерея

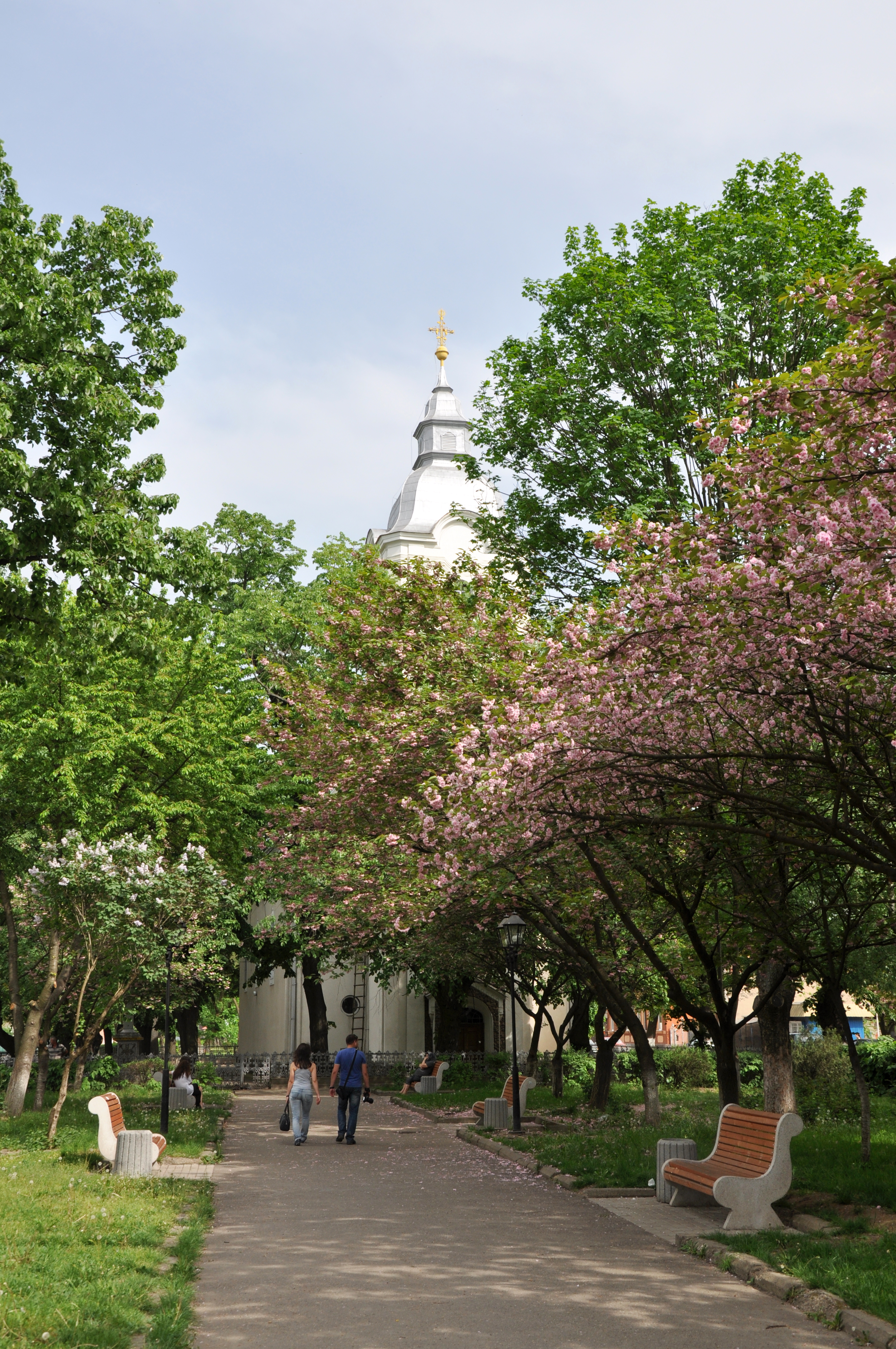
Доріжка парку і храм Успіння Пресвятої Богородиці УПЦ МП позаду
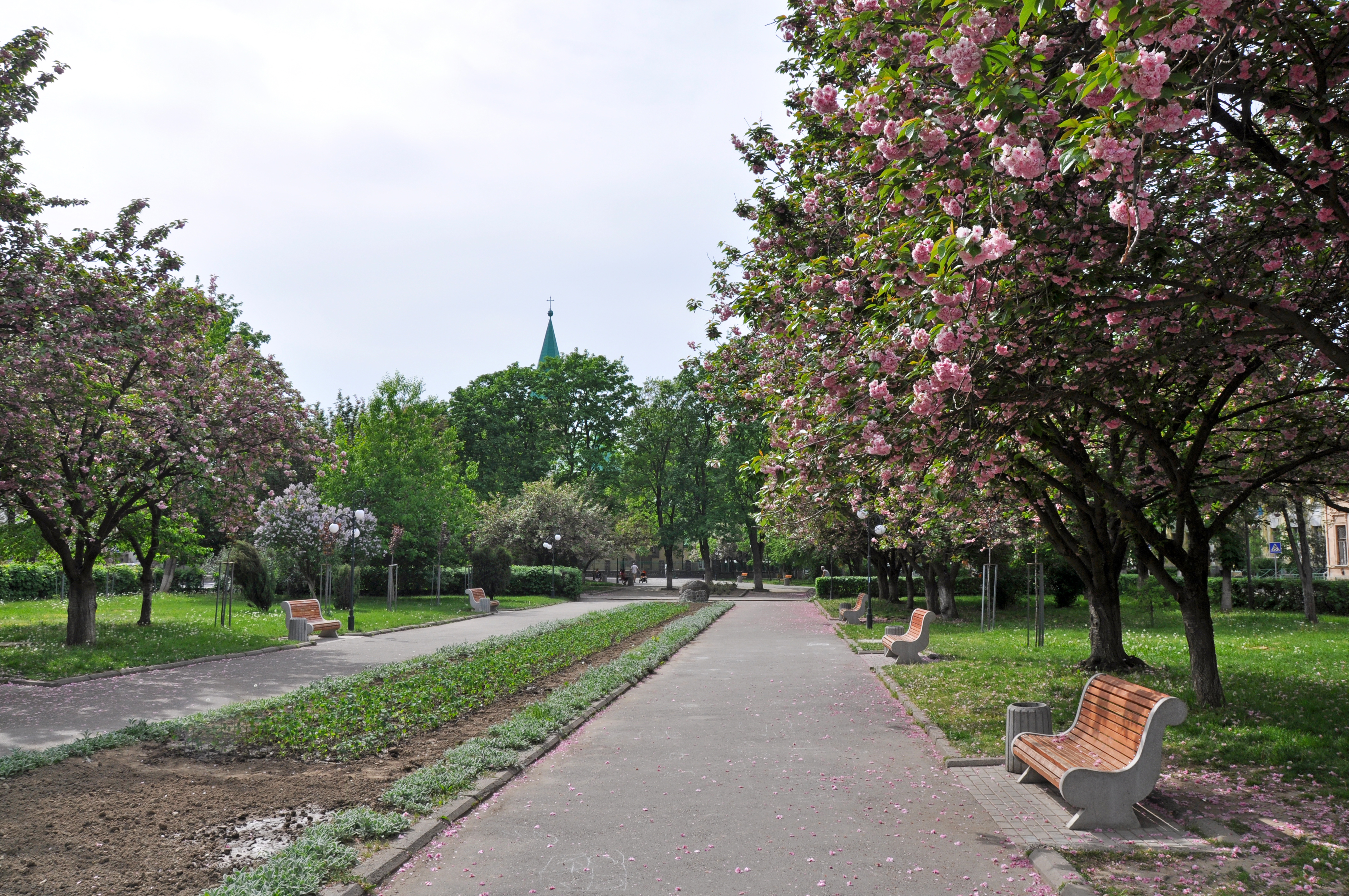
Доріжка в парку поблизу площі Миру
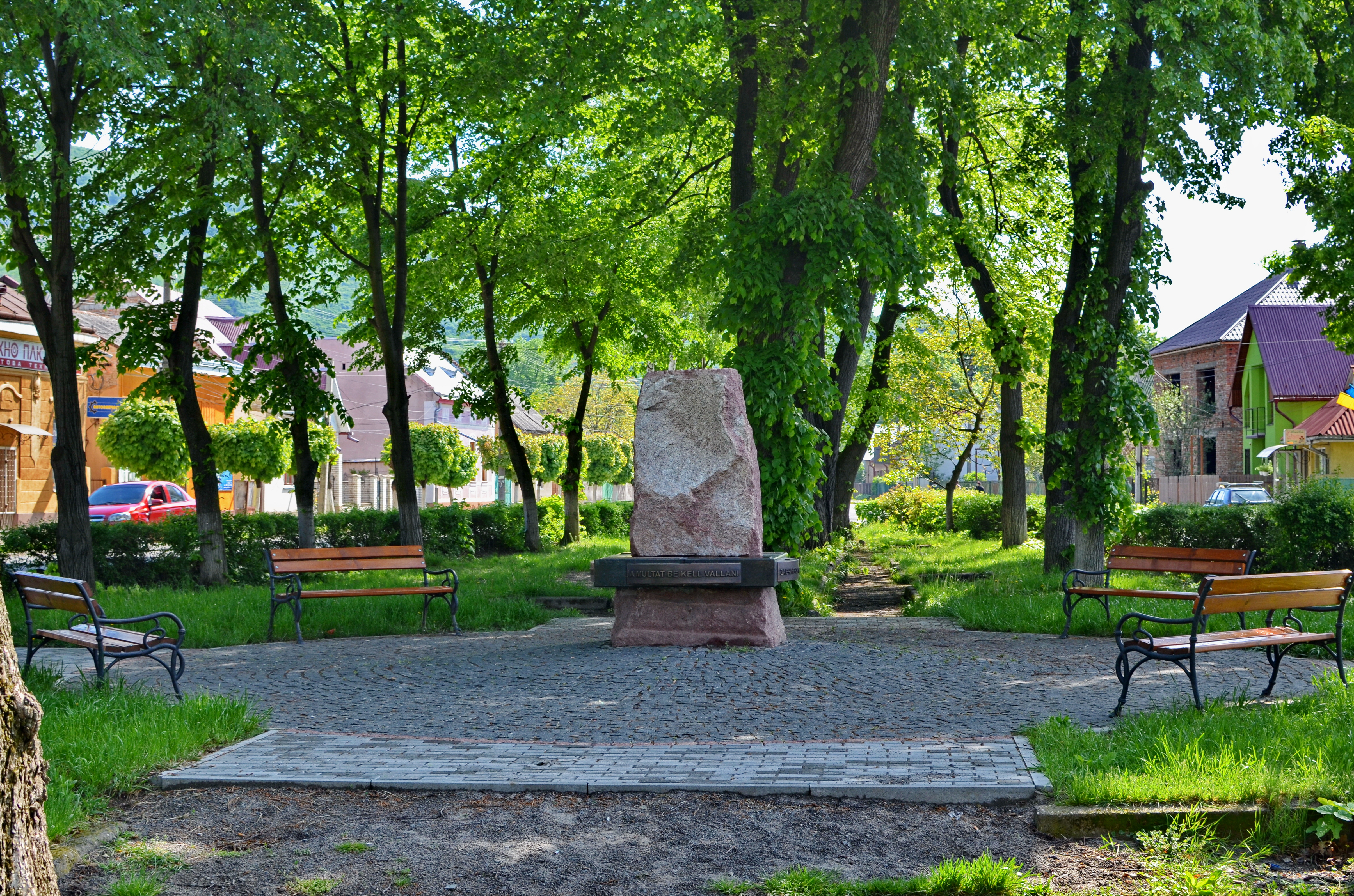
Пам'ятний знак у сквері
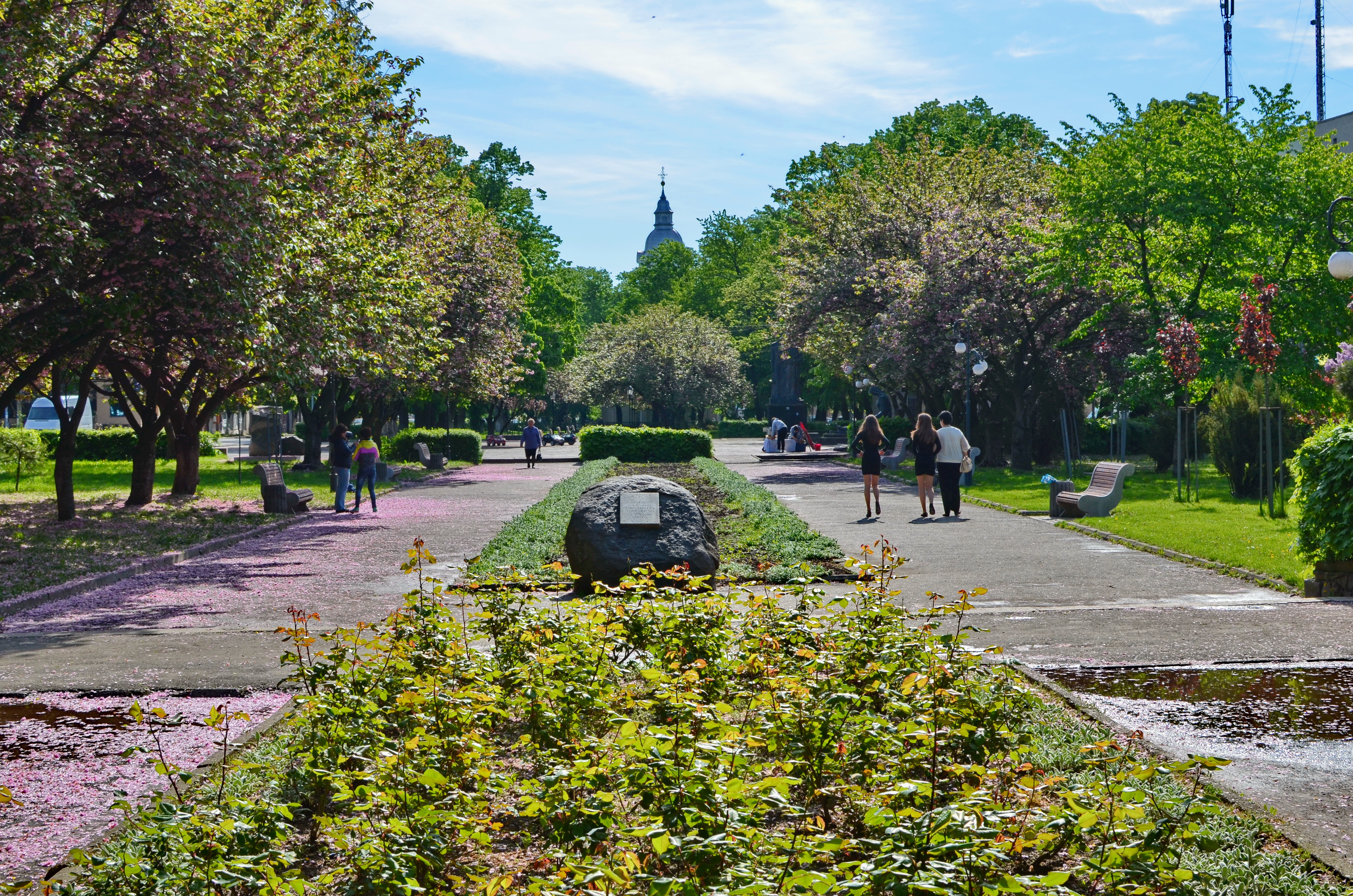
Алея із сакурами